# 7-ма саперна армія
Сьо́ма сапе́рна а́рмія (7 СА) — об'єднання інженерних військ, армія саперів у Збройних силах СРСР під час Німецько-радянської війни у 1941–1942.

## Історія
Сформована в жовтні 1941 року в Приволзькому військовому окрузі у складі 20-ї, 21-ї і 22-ї саперних бригад. У листопаді 1941 замість 22-ї бригади, що убула до складу 5-ї саперної армії, була включена 12-та бригада.
З березня 1942 армія посилена 14-ю і 15-ю бригадами. Армія будувала оборонні споруди на рубежі Петровськоє — Аткарськ — Фролове. З березня 1942 будувала на Південно-Західному і Сталінградськом фронтах оборонні споруди по річках Оскол і Дон, обводи 2-ї черги довкола Сталінграду. Саперні бригади залучалися до інженерного забезпечення бойових дій в ході Воронезько-Ворошиловградської (28 червня — 24 липня) і Сталінградської (17 липня — 18 листопада) оборонних операцій. У вересні 1942 управління армії було перетворене на 36-те управління оборонного будівництва, 12-та, 20-та і 21-ша бригади — передані у фронтове підпорядкування, 14-та і 15-та бригади — розформовані.

## Командування
- Командувачі:
  - полковник В. В. Косарев (листопад 1941 — березень 1942);
  - полковник Прусс І. Е. (березень — червень 1942);
  - генерал-майор технічних військ В. В. Косенко (червень — вересень 1942).